# Bootleg Detroit
Bootleg Detroit è l'unica registrazione ufficiale dal vivo dei Morphine.
Pubblicata dalla Rykodisc nel 2000, è stata registrata da Alan J. Schmit (un fan) il 7 marzo 1994 al St. Andrew's Hall (Detroit, Michigan); in seguito è stata masterizzata e mixata sotto la supervisione di Mark Sandman. Alan ha anche realizzato la bozza della copertina dell'album; il disco doveva esser pronto per il lancio promozionale (tramite il tour della band) in Italia.

## Tracce
1. Intro
2. Come along
3. Dana Intro
4. Mary
5. Banter 1
6. Candy
7. Sheila
8. Billy Intro
9. Claire
10. My Brain
11. Banter 2
12. Head With Wings
13. Cure For Pain
14. You Speak My Language
15. Thursday
16. Banter 3
17. You Look Like Rain
18. Buena